# Ptychobarbus conirostris
Ptychobarbus conirostris är en fiskart som beskrevs av Steindachner, 1866. Ptychobarbus conirostris ingår i släktet Ptychobarbus och familjen karpfiskar. Inga underarter finns listade i Catalogue of Life.